# نیپلز پارک (فلوریدا)
نیپلز پارک (به انگلیسی: Naples Park) یک منطقهٔ مسکونی در ایالات متحده آمریکا است که در شهرستان کلیر، فلوریدا واقع شده‌است. نیپلز پارک ۳٫۲ کیلومتر مربع مساحت و ۵٬۹۶۷ نفر جمعیت دارد و ۴ متر بالاتر از سطح دریا واقع شده‌است.